# キルギス自治州
キルギス自治州（キルギス語: Кыргыз автоном облусу）はロシア・ソビエト連邦社会主義共和国の行政区域（オーブラスチ）の一つで、1925年5月25日から1926年12月1日まで存在した。この自治州は、ロシア・ソビエト連邦社会主義共和国を構成するキルギス自治ソビエト社会主義共和国 (1926-1936)及びソビエト社会主義共和国連邦を構成するキルギス・ソビエト社会主義共和国となった。1991年に、主権国家であるキルギス共和国として独立した。

## 歴史
トルキスタン自治ソビエト社会主義共和国が民族ごとに分割され、キルギス人が多数を占める地域をもって、1924年10月にカラ＝キルギス自治州が成立した。1925年5月25日、その名称をキルギス自治州に改めた。